# Ewald Hering

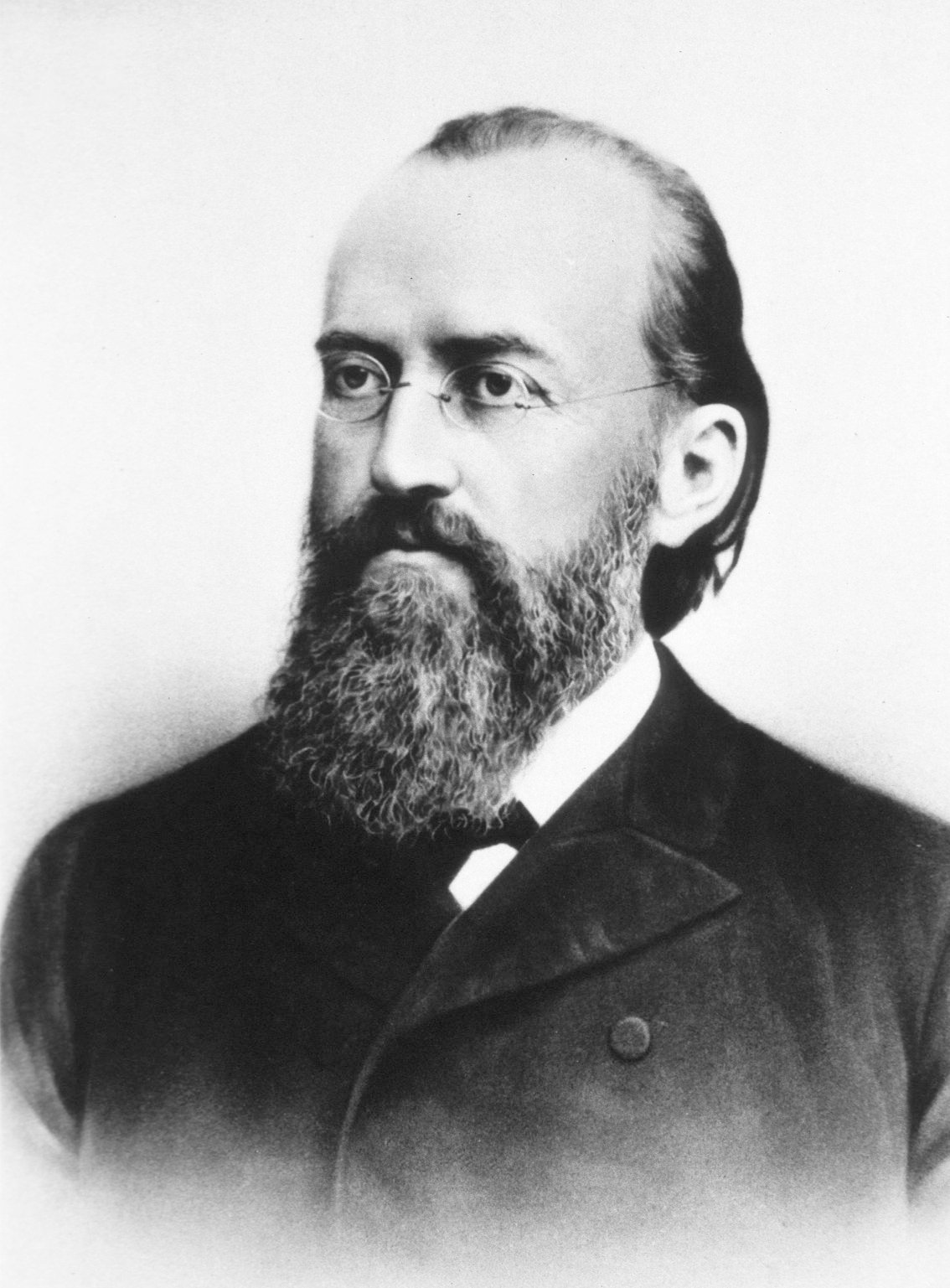
Ewald Hering (1835–1918)

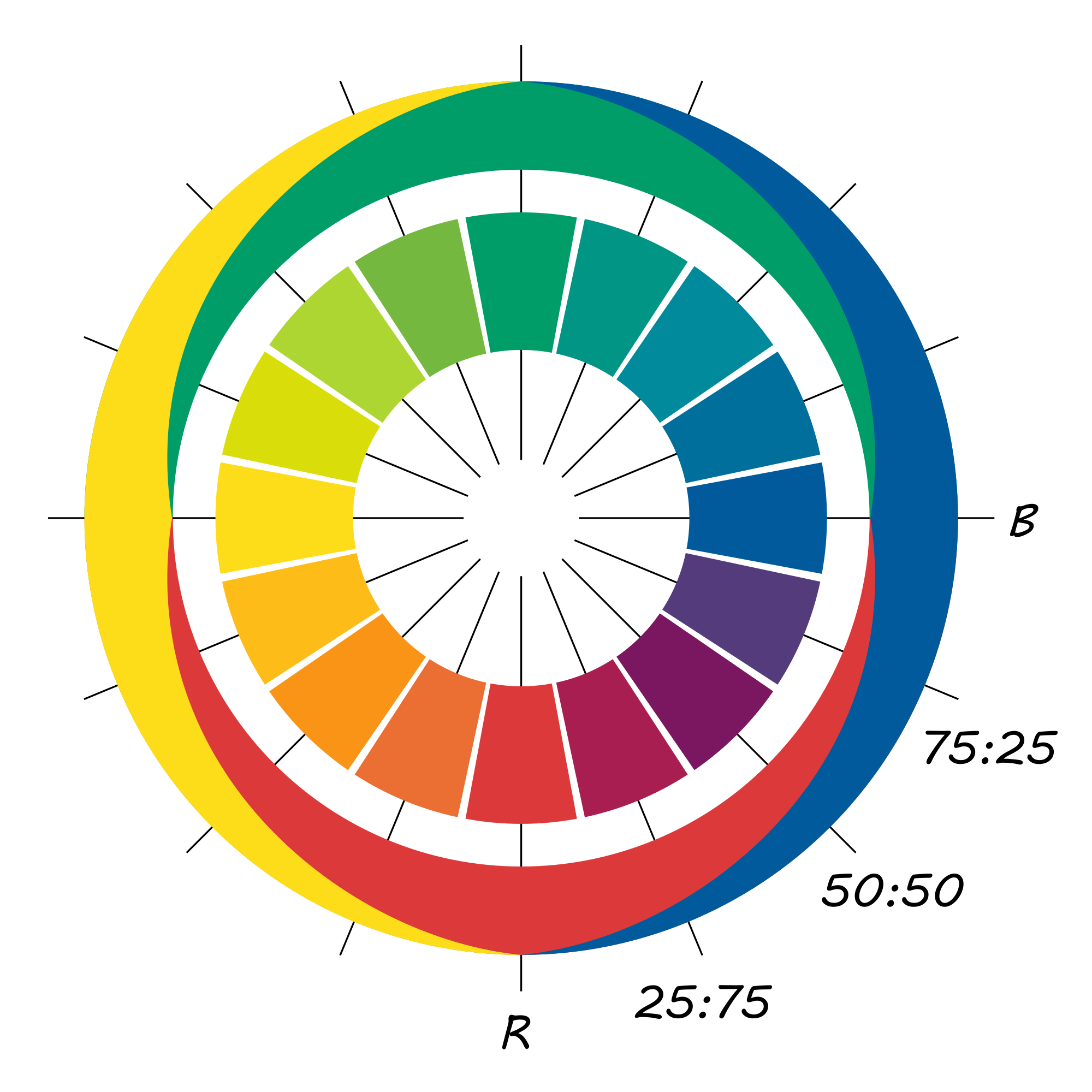
Farbkreis nach Ewald Herings Gegenfarbtheorie, die er das „natürliche System der Farbempfindungen“ nannte

Hering-Täuschung: Die beiden roten Parallelen, welche die sternförmig verlaufenden Geraden schneiden, erscheinen gekrümmt, obwohl sie parallel zueinander sind.

Karl Ewald Konstantin Hering (* 5. August 1834 in Alt-Gersdorf/Sachsen in der Lausitz; † 26. Januar 1918 in Leipzig) war ein deutscher Physiologe, Hirn- und Wahrnehmungsforscher.

## Biographie
Hering studierte von 1853 bis 1858 Medizin an der Universität Leipzig bei Ernst Heinrich Weber, Gustav Theodor Fechner, Otto Funke und Julius Victor Carus. Während seines Studiums wurde er Mitglied der Leipziger Universitäts-Sängerschaft zu St. Pauli (heute Deutsche Sängerschaft). Von 1860 bis 1865 arbeitete er in Leipzig als poliklinischer Assistent. In dieser Zeit habilitierte er sich 1862 für Physiologie.
1865 wurde er an der Medizinisch-chirurgischen Josephs-Akademie in Wien als Professor für Physiologie und medizinische Physik Nachfolger des Physiologen Carl Ludwig.
Ewald Hering gilt nach Helmholtz als einer der bedeutendsten Wahrnehmungsforscher des 19. Jahrhunderts. Er verfasste Arbeiten über den „Raumsinn“ (Tiefenwahrnehmung) und die Farbwahrnehmung. Er veröffentlichte seine Lehre vom Lichtsinn in Wien als Monographie 1874, in Buchform 1878. Er wandte sich damit gegen ein ausschließlich physikalisches Verständnis der Farbwahrnehmung. Auf Hering geht die Gegenfarbtheorie zurück, auf der z. B. das Natural Color System beruht. Anders als Hermann von Helmholtz, der eine Dreifarbenlehre (Grundfarben Rot, Grün, Blau) vertrat, vertrat Hering mit der Gegenfarbtheorie eine Vierfarbenlehre (Gegenfarben Rot/Grün und Gelb/Blau). Beide Theorien beanspruchen heute gleichberechtigt Gültigkeit; die Dreifarbenlehre erklärt die Mechanismen auf der Ebene der Fotorezeptoren der Netzhaut, die Vierfarblehre auf der Ebene der nachgeschalteten (farb-antagonistischen) Ganglienzellen der Netzhaut.
Auch beschäftigte sich Hering mit dem Thema Optische Täuschungen. Nach ihm benannt wurde die sog. Hering-Täuschung.
Als Nachfolger von Jan Evangelista Purkyně hatte Hering den Lehrstuhl für Physiologie an der Karls-Universität Prag von 1870 bis 1895 inne. Er war Mitglied der Prager Universitäts-Sängerschaft „Barden“ (heute zu München). 1882 wurde er nach der Teilung der Universität erster Rektor der deutschen Universität Prag. 1895 kehrte er als Professor für Physiologie nach Leipzig zurück. Seit 1896 war er ordentliches Mitglied der Königlich-Sächsischen Gesellschaft der Wissenschaften. 1904 wurde er zum auswärtigen Mitglied der Göttinger Akademie der Wissenschaften gewählt. 1905 wurde er als korrespondierendes Mitglied in die Russische Akademie der Wissenschaften in Sankt Petersburg aufgenommen.
Sein Sohn Heinrich Ewald Hering ergriff den gleichen Beruf wie sein Vater und gelangte darin ebenfalls zu Bedeutung.
Sein Onkel war der Mediziner Constantin Hering, sein Großvater der Komponist Carl Gottlieb Hering, auch viele weitere Verwandte machten sich einen Namen als Schriftsteller, Musiker und Komponisten.

## Noniussehschärfe
Hering verfasste weiterhin einen wegweisenden Erklärungsansatz zum Verständnis der Noniussehschärfe (s. a. Minimum discriminibile; Engl.: Vernier acuity oder Hyperacuity), d. h. eines visuellen Auflösungsvermögens bei geeigneten Sehaufgaben, das gegenüber der normalen Sehschärfe um fast eine Größenordnung höher liegt. In seiner 1899 erschienenen Abhandlung „Ueber die Grenzen der Sehschärfe“ wies er – auf der Grundlage von Daten von Alfred Wilhelm Volkmann (1863) und Berichten von Ernst Anton Wülfing (1892) – darauf hin, dass die dabei aufgelösten Abstände auf der Netzhaut wesentlich kleiner als die kleinsten Fotorezeptorabstände sind.
Anhand einer Veranschaulichung einer Nonius-Sehaufgabe, mit zwei leicht gegeneinander versetzten Kanten vor einem schematisierten Rezeptormosaik, argumentierte er, dass mithilfe eines Integrationsmechanismus über kleinste Augenbewegungen hinweg die Positionsinformation mit weit höherer Genauigkeit kodiert werden kann, als es mit einer einzelnen Fotorezeptorzelle möglich wäre – eine Erklärung, die auch heute noch im Grundsatz aufrechterhalten wird.

## Werke
- Die Lehre vom binokularen Sehen. Leipzig 1868.
- Zur Lehre von der Beziehung zwischen Leib und Seele : I. Mittheilung: Über Fechner's psychophysisches Gesetz. In: Sitzungsberichte / Akademie der Wissenschaften in Wien, Mathematisch-Naturwissenschaftliche Classe / Abteilung III, Anatomie und Physiologie des Menschen und der Tiere sowie theoretische Medizin, 72, S. 310–348, 1875
- Grundzüge einer Theorie des Temperatursinns. In: Sitzungsberichte / Akademie der Wissenschaften in Wien, Mathematisch-Naturwissenschaftliche Classe, Abteilung III, Anatomie und Physiologie des Menschen und der Tiere sowie theoretische Medizin, 75, S. 101–135, 1877
- Zur Lehre vom Lichtsinne. Sechs Mittheilungen an die Kaiserl. Akademie der Wissenschaften in Wien. Zweiter, unveränderter Abdruck. Gerold, Wien 1878. (Digitalisat und Volltext im Deutschen Textarchiv)
- Ueber die Grenzen der Sehschärfe. Berichte über die Verhandlungen der Königlich-Sächsischen Gesellschaft der Wissenschaften zu Leipzig/Mathematisch-Physische Classe; Naturwissenschaftlicher Teil, 51, 16–24, 1899.